# 嵐寿之助
嵐 壽之助（あらし じゅのすけ、生没年不詳）は、日本の俳優である。本名青山 正雄（あおやま まさお）。俳優の嵐寛寿郎（アラカン）の弟子であり、付き人である。アラカンからは「ジノやん」というニックネームで呼ばれ、弟子入りの日から、その死の日まで、アラカンと行動をともにした。

## 来歴・人物
1929年（昭和4年）、第一期嵐寛寿郎プロダクションを畳んだばかりの25歳の師匠アラカンとともに東亜キネマ京都撮影所に入社、クレジットに見えるのは翌1930年（昭和5年）のことであり、同年は8本出演、そのうち『勘太と久太』ではアラカンは出演しておらず、和田君示と寿之助が主演している。
1931年（昭和6年）、第二期嵐寛寿郎プロダクションが始まり、1938年（昭和13年）に再度同プロダクションをアラカンが畳むまで、主役のアラカンとともに出演した。『右門捕物帖』シリーズでは「ちょんぎれの松公」役でレギュラーとなった。
1938年、アラカンとともに日活京都撮影所に入社、定番『鞍馬天狗』シリーズではさまざまな端役を演じ、右門シリーズではやはり「ちょんぎれの松公」役でレギュラー。途中、片岡千恵蔵主演のミュージカル時代劇『鴛鴦歌合戦』（1939年）や、原健作主演の『まぼろし城』（1940年）にはアラカンと離れて出演している。
1942年（昭和17年）1月の日活撮影所の戦時統合による大映への合併で、アラカンは大映に残るが、寿之助が出演している記録はない。戦後すぐに、片岡千恵蔵主演、稲垣浩監督の『おかぐら兄弟』（1946年）に出演しているが、その後の出演記録は不詳。
1976年（昭和51年）にルポライターの竹中労の労作『鞍馬天狗のおじさんは - 聞書アラカン一代』が白川書院から上梓されるが、同書はアラカン本人を含め、映画監督の伊藤大輔、マキノ雅弘、仁科熊彦、並木鏡太郎、稲垣浩、女優の森光子とともにインタビューしているが、寿之助も本名の「青山正雄」として登場、50年以上の年月をともに過ごした寿之助のみが知りうる師・嵐寛寿郎についての数々のエピソードを、生き生きと語っている。
アラカン師匠は1980年（昭和55年）10月21日に76歳で亡くなるが、その後の寿之助の消息はわからない。

## フィルモグラフィ
東亜キネマ京都撮影所 1930年
- 時代の踊子 前篇　監督堀江源太郎、原作河西春美、脚本塩田一、主演嵐寛寿郎　※「お目出度の万公」役
- 時代の踊子 後篇　監督橋本松男、原作河西春美、脚本塩田一、主演嵐寛寿郎　※「お目出度の万公」役
- 勘太と久太　監督橋本松男、原作・脚本小仏浩、主演和田君示
- 三日月次郎吉　監督後藤岱山、原作小野三郎、脚本重政順、主演嵐寛寿郎、原駒子　※「角力取りの飯ッ喰い」役
- 右門捕物帖 六番手柄　監督仁科熊彦、原作佐々木味津三、脚本山中貞雄・重政順、主演嵐寛寿郎　※「下郎」役
- 続・鞍馬天狗 電光篇　監督後藤岱山、原作大仏次郎、脚本山中貞雄・重政順、主演嵐寛寿郎、原駒子　※「新撰組の男」役
- 蝙蝠安　監督仁科熊彦、原作長谷川伸、脚本社喜久江、主演嵐寛寿郎、原駒子
- 右門捕物帖 十番手柄　監督仁科熊彦、原作佐々木味津三、脚本山中貞雄、主演嵐寛寿郎　※「仲間」役

嵐寛寿郎プロダクション
- 強羅三平 お江戸放浪記　1931年　監督仁科熊彦、原作・脚本社喜久江、主演嵐寛寿郎　※「しょうゆ屋長吉」役
- 小笠原壱岐守　1932年　監督・脚本山中貞雄、原作佐々木味津三、主演嵐寛寿郎　※「勤番坊主」役
- 右門捕物帖 三十番手柄 帯解け仏法　1932年　監督・脚本山中貞雄、原作佐々木味津三、主演嵐寛寿郎　※「敬四郎乾分・松公」役
- 御家人桜　1932年　監督・脚本並木鏡太郎、原作子母沢寛、共同脚本吉田信三、主演嵐寛寿郎　※「お太鼓吉」役
- 右門捕物帖 三十五番手柄 越後獅子の兄弟　1933年　監督山本松男、原作佐々木味津三、脚本吉田信三、主演嵐寛寿郎　※「チョン切れ松」役
- 剣鬼三人旅　1933年　監督並木鏡太郎、原作・脚本山上伊太郎、主演嵐寛寿郎　※「藩士」役
- 銭形平次捕物控 紅蓮地獄　1934年　監督・脚本山本松男、原作野村胡堂、主演嵐寛寿郎　※「利助乾分伝八」役
- 右門捕物帖 七化け大名　1935年　監督・脚本並木鏡太郎、原作佐々木味津三、主演嵐寛寿郎　※「小田切弥八郎」役
- なりひら小僧　春霞八百八町　1935年　監督マキノ正博・山本松男、原作・脚本吉田信三、主演嵐寛寿郎　※「ましらの伝次」役
- 右門捕物帖 花嫁地獄変　1935年　監督二川文太郎、原作佐々木味津三、脚本竹井諒、主演嵐寛寿郎　※「ちょんぎれの松」役
- 右門捕物帖 晴々五十三次 乱麻篇　1935年　監督山本松男、原作佐々木味津三、脚本竹井諒・白秋詩路、主演嵐寛寿郎　※「ちょんぎれの松」役
- 右門捕物帖 晴々五十三次 裁決篇　1936年　監督山本松男、原作佐々木味津三、脚本竹井諒・白秋詩路、主演嵐寛寿郎　※「ちょんぎれの松」役
- 右門捕物帖 娘傀儡師　1936年　監督仁科熊彦、原作佐々木味津三、脚本白秋詩路、主演嵐寛寿郎　※「ちょんぎれの松公」役
- 右門捕物帖 雪夜の謎　1936年　監督仁科熊彦、原作佐々木味津三、脚本白秋詩路、主演嵐寛寿郎　※「ちょんぎれの松」役
- 国訛道中笠　1937年　監督仁科熊彦、原作・脚本伊藤大輔、主演嵐寛寿郎、森光子
- 右門捕物帖 木曽路の謎　1937年　監督・脚本吉田保次、原作佐々木味津三、主演嵐寛寿郎　※「ちょんぎりの松」役

日活京都撮影所
- 鞍馬天狗 竜攘虎搏の巻　1938年　監督松田定次、原作大仏次郎、脚本比佐芳武、主演嵐寛寿郎、月形龍之介　※「平山隼人」役
- 鞍馬天狗 江戸日記　1939年　監督松田定次、原作大仏次郎、脚本比佐芳武、主演嵐寛寿郎　※「雑賀武右衛門」役
- 三味線武士　1939年　監督衣笠十四三、原作川口松太郎、脚本泉治郎吉、主演嵐寛寿郎　※「お角力さん」役
- 鴛鴦歌合戦　1939年　監督マキノ正博、主演片岡千恵蔵、市川春代、ディック・ミネ　※「酒屋の次男坊」役
- 右門捕物帖 金色の鬼　1940年　監督・脚本丸根賛太郎、原作佐々木味津三、潤色センバ重利、主演嵐寛寿郎　※「ちょんぎれの松」役
- 鞍馬天狗捕はる　1940年　監督・脚本丸根賛太郎、原作大仏次郎、主演嵐寛寿郎　※「船頭辰吉」役
- まぼろし城 第一部　1940年　監督組田影造、原作高垣眸、脚本嵯峨京太郎、主演原健作、河部五郎
- 鳥人　1940年　監督・脚本丸根賛太郎、原作額田六福、共同脚本石田治、主演嵐寛寿郎　※「町人藤三」役
- まぼろし城 第二部　1940年　監督組田影造、原作高垣眸、脚本嵯峨京太郎、主演原健作、河部五郎
- 右門江戸姿　1940年　監督田崎浩一、原作佐々木味津三、脚本来栖重兵衛、主演嵐寛寿郎、美ち奴　※「ちょんぎれの松」役
- 鞍馬天狗 薩摩の密使　1941年　監督菅沼完二、原作大仏次郎、脚本来栖重兵衛、主演嵐寛寿郎、香川良介　※「朱金興」役
- 右門捕物帖 幽霊水芸師　1941年　監督菅沼完二、原作佐々木味津三、脚本来栖重兵衛、主演嵐寛寿郎　※「ちょん切れ松」役

大映京都撮影所 1946年
- おかぐら兄弟　監督稲垣浩、脚本藤木弓、主演片岡千恵蔵、古川緑波、上田吉二郎